# Selenotoca
Selenotoca ist eine Gattung aus der Familie der Argusfische (Scatophagidae). Die beiden Arten der Gattung kommen im küstennahen Meer, im Brackwasser und in den Unterläufen von Flüssen im zentralen, tropischen Indopazifik vor.

## Merkmale
Selenotoca-Arten werden 10 bis 40 cm lang. Sie besitzen einen seitlich stark abgeflachten Körper, der durch Flecken und Streifen gemustert ist. Von Scatophagus, ihrer Schwestergattung in der Familie der Argusfische, unterscheidet sich Selenotoca durch einen gestreckteren Körper, sowie durch die fast vollständige Trennung des hartstrahligen und des weichstrahligen Teils der Rückenflosse und die langen, dem Körperprofil folgenden weichstrahligen Abschnitte von Rücken- und Afterflosse.

## Arten
- Punktstreifen-Argusfisch (Selenotoca multifasciata) (Richardson, 1846), bis zu 40 cm lang, Sulawesi, Indonesien, West- und Ostaustralien, und Neukaledonien.
- Selenotoca papuensis Fraser-Brunner, 1938, 9 cm, Sulawesi und Neuguinea.

Die beiden Arten unterscheiden sich vor allem durch die Breite der Streifen- und Flecken auf den Körperseiten (breiter bei Selenotoca papuensis).